# 生駒市立あすか野小学校
生駒市立あすか野小学校（いこましりつ あすかのしょうがっこう）は、奈良県生駒市あすか野南にある公立小学校。

## 沿革
- 1981年（昭和56年）
  - 4月1日 - 生駒市立真弓小学校から分離し、開校。
  - 5月 - 育友会結成し、創立総会開催。竣工式挙行。
  - 7月 - プール・ジャングルジム・砂場・低鉄棒完成。
  - 12月 - 校旗制定。
- 1982年（昭和57年）
  - 3月 - 校歌制定し、発表会開催。
  - 5月 - 創立記念式典挙行。5月29日を創立記念日と定めた。
  - 8月 - 遊具（ターザン・吊り輪・タイヤ登り）完成。
- 1983年（昭和58年）
  - 1月 - 防球ネット完成。
  - 10月 - 体育倉庫完成。
- 1984年（昭和59年）
  - 2月 - 織部庭園完成。
  - 3月 - 体育館に肋木設置。
- 1985年（昭和60年）
  - 9月 - 5周年を記念して学年園完成。
  - 11月 - 中庭にジャンプホース、運動場にはん登棒完成。
- 1987年（昭和62年）6月 - この月から8月まで、プール改修工事、体育館屋根改修工事。
- 1988年（昭和63年）12月 - 雲梯完成。
- 1989年（平成元年）4月 - 平行棒完成。
- 1990年（平成2年）
  - 10月 - 中庭に土山完成「あすか山」と命名。
  - 11月 - 創立10周年記念式典挙行。
- 1992年（平成4年）3月 - 運動場整備、中庭に遊具完成。
- 1993年（平成5年）11月 - 「ふれあいホール」完成。
- 1997年（平成9年）3月 - 校舎屋上防水工事（北館）。
- 1998年（平成10年）
  - 6月 - プール改修工事。
  - 11月 - 校舎屋上防水工事（西館）。
- 1999年（平成11年）3月 - 音楽室床張り替え工事。
- 2000年（平成12年）
  - 2月 - 体育館フロア補修工事。
  - 5月 - 創立20周年記念航空写真撮影実施。
  - 11月 - 創立20周年記念式典挙行。
- 2001年（平成13年）3月 - 20周年時計設置。
- 2002年（平成14年）12月 - 防犯灯を校内3ヵ所に設置。
- 2004年（平成16年）3月 - 防犯カメラ、テレビ、インターホン設置。
- 2005年（平成17年）3月 - 中庭土山及び運動場土入れ補修工事。
- 2007年（平成19年）
  - 5月 - 3階7教室に扇風機を設置。
  - 10月 - 観察池の整備。
- 2008年（平成20年）9月 - 緊急地震速報受信装置設置。
- 2009年（平成21年）5月 - プール塗装工事、中庭土山及び運動場遊具補修工事。
- 2010年（平成22年）
  - 8月 - 図工室を学童室に改築。
  - 11月 - 創立30周年記念式典挙行。
- 2011年（平成23年）7月 - この月から8月まで、耐震工事と中央トイレ改修実施。
- 2014年（平成26年）7月 - 新館増築工事開始。
- 2015年（平成27年）3月 - 新館校舎完成。
- 2016年（平成28年）4月 - 体育倉庫前階段と体育館前階段に手すり設置。
- 2017年（平成29年）8月 - 体育館に多目的トイレを新設し、本館北・南トイレ洋式化工事実施。
- 2018年（平成30年）8月 - 3学年～6学年の各教室大型ディスプレイ設置。
- 2019年（令和元年）
  - 7月 - 普通教室及び特別教室に空調設備配備。
  - 9月 - 留守電機能設置。
- 2020年（令和2年）
  - 8月 - 体育館照明LED化。
  - 9月 - 創立40周年記念航空写真撮影実施。
- 2021年（令和3年）9月 - 正門改修工事。

## 通学区域
- あすか野南1丁目、あすか野南2丁目、あすか野南3丁目、あすか野北1丁目、あすか野北2丁目、あすか野北3丁目、あすか台、白庭台1丁目、白庭台2丁目、白庭台3丁目、白庭台4丁目、白庭台5丁目、白庭台6丁目[1]

※卒業後は基本的に生駒市立上中学校に進学する。

## 周辺
- 生駒市立あすか野幼稚園 - 同一敷地内かつ、進級前幼稚園。
- トトラ池
- あすか野遊具の広場
- あすか野郵便局
- あすかのスポーツ広場
- 飛鳥カンツリー倶楽部 - 14番ホールから17番ホールが隣接。

## 通学区域が隣接している学校
- 生駒市立真弓小学校
- 生駒市立生駒台小学校
- 奈良市立二名小学校